# Karaś/Rogucki
Karaś/Rogucki – polski duet muzyczny, który wspólnie tworzą Kuba Karaś i Piotr Rogucki. Pojawił się na polskim rynku po ogłoszeniu zawieszenia działalności zespołów Coma i The Dumplings. Zespół tworzy pop alternatywny. Kuba Karaś odpowiada w tym tandemie za produkcję, a Piotr Rogucki zajmuje się tekstami.

## Historia
Pierwszym singlem, który zaprezentował duet, był cover T.Love „1996”. Utwór został nominowany do Fryderyka w kategorii „Najlepsze nowe wykonanie”.
W listopadzie 2019 ujrzał autorski utwór pt. „Bolesne strzały w serce”, któremu towarzyszy mroczny teledysk w reżyserii Przemka Dzienisa.
14 lutego 2020 ukazała się pierwsza płyta duetu zatytułowana Ostatni bastion romantyzmu. Płyta to 11 opowieści o miłości w czasach cybernetycznej zarazy. Na płycie znajdują się utwory, które artyści opisują jako erotyki motoryzacyjno-katastroficzne, opowiadające o uczuciach w epoce końca cywilizacji. Płyta jest inspirowana muzyką lat 80., zimną falą oraz new romantic.

## Dyskografia

### Albumy studyjne
| Rok  | Dane dot. albumu                                                                                              | Najwyższe pozycje na listach |
| Rok  | Dane dot. albumu                                                                                              | POL                          |
| ---- | --- | ---------------------------- |
| 2020 | Ostatni bastion romantyzmu - Wydany: 14 lutego 2020 - Wytwórnia: Kayax - Formaty: CD, digital download, winyl | 6                            |
| 2022 | Czułe kontyngenty - Wydany: 23 września 2022 - Wytwórnia: Kayax - Formaty: CD, digital download, winyl        | 3                            |
| 2024 | Atlas iskier - Wydany: 1 marca 2024 - Wytwórnia: Kayax - Formaty: CD, digital download, winyl                 | 1                            |

### Single
| Rok | Tytuł                                        | Najwyższe pozycje na listach | Najwyższe pozycje na listach | Najwyższe pozycje na listach | Najwyższe pozycje na listach | Album                      |
| Rok | Tytuł                                        | LP3                          | SLiP                         | RFN                          | RDC                          | Album                      |
| --- | -------------------------------------------- | ---------------------------- | ---------------------------- | ---------------------------- | ---------------------------- | -------------------------- |
| 2019 | „1996”                                       | 44                           | –                            | –                            | 10                           | Ostatni bastion romantyzmu |
| 2020 | „Bolesne strzały w serce”                    | 22                           | –                            | 1                            | –                            | Ostatni bastion romantyzmu |
| 2020 | „Katrina”                                    | 16                           | 16                           | –                            | 19                           | Ostatni bastion romantyzmu |
| 2020 | „Witaminy”                                   | –                            | –                            | –                            | –                            | Ostatni bastion romantyzmu |
| 2020 | „Kilka westchnień”                           | –                            | –                            | –                            | –                            | Ostatni bastion romantyzmu |
| 2021 | „Bezpieczny lot” (gościnnie: Julia Wieniawa) | X                            | –                            | –                            | –                            | Czułe kontyngenty          |
| 2021 | „Jutro spróbujemy jeszcze raz”               | X                            | –                            | –                            | –                            | Czułe kontyngenty          |
| 2022 | „Zapasowy tlen”                              | X                            | –                            | –                            | –                            | Czułe kontyngenty          |
| 2022 | „Film”                                       | X                            | –                            | –                            | –                            | Czułe kontyngenty          |
| 2022 | „Brunatny”                                   | X                            | –                            | –                            | –                            | Czułe kontyngenty          |
| 2023 | „Zaopiekuj się mną”                          | X                            | –                            | –                            | –                            | Atlas iskier               |
| 2023 | „Houston” (gościnnie: Ofelia)                | X                            | –                            | –                            | –                            | Atlas iskier               |
| 2024 | „Pusty pixel”                                | X                            | –                            | –                            | –                            | Atlas iskier               |
| 2024 | „Niedźwiedzie polarne”                       | X                            | –                            | –                            | –                            | Atlas iskier               |
| „–” oznacza, że singel nie był notowany na danej liście. „X” oznacza, że lista nie istniała w danym okresie. |                                              |                              |                              |                              |                              |                            |

## Nominacje
| Rok  | Nagroda        | Kategoria                   | Tytułem             | Nota      | Źródło |
| ---- | -------------- | --------------------------- | ------------------- | --------- | ------ |
| 2019 | Fryderyki 2019 | Najlepsze nowe wykonanie    | „1996”              | Nominacja | [ 1 ]  |
| 2024 | Fryderyki 2024 | Najlepsze nowe wykonanie    | „Zaopiekuj się mną” | Nominacja | [ 9 ]  |
| 2025 | Fryderyki 2025 | Album Roku Pop Alternatywny | Atlas Iskier        | Nominacja | [ 10 ] |